# Lise Lense-Møller

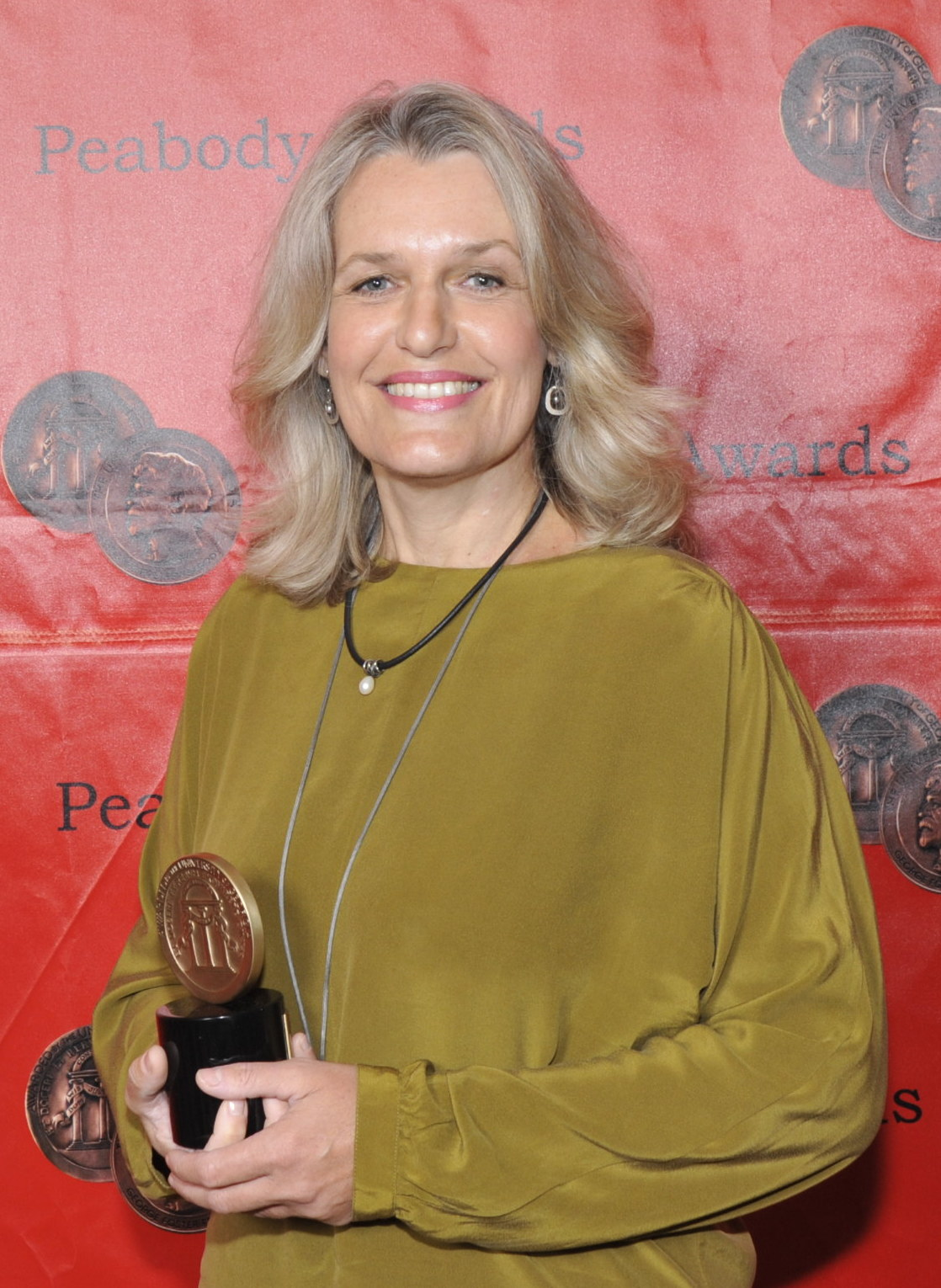
Lise Lense-Møller

Lise Lense-Møller (* 31. Oktober 1957 in Kopenhagen) ist eine dänische Filmproduzentin.
Lense-Møller hat von 1978 bis 1981 verschiedene Kurse an Den Danske Filmskole besucht und anschließend einige Jahre Englisch sowie Anthropologie an der Kopenhagener Universität studiert. Seit 1990 absolviert sie Kurse zu filmrelevanten Themen und hält auch selbst Kurse. Mitte der 1980er Jahre hat sie als Übersetzerin in der Buch- und Filmbranche gearbeitet. 1984 gründete sie ihre erste Produktionsfirma mit dem Namen Lise Lense-Møller Film. Elf Jahre später ihre zweite Magic Hour Films ApS. Mit dieser hat sie zum Beispiel den 2010 mit einem Oscar ausgezeichneten Dokumentarfilm Burma VJ – Berichte aus einem verschlossenen Land produziert.

## Filmografie (Auswahl)
- 1983: Otto ist ein Nashorn (Otto er et næsehorn)
- 1991: Der Feind im Inneren (De nøgne træer)
- 1997: Tankens anatomi – en film om hjerneforskning
- 1999: Magnetisörens femte vinter
- 2001: På ama’r
- 2002: Jeg husker … Fortællinger fra Grønland
- 2003: Små skred
- 2003: Tod den Verrätern – Die Selbstjustizfälle im dänischen Widerstand (Med ret til at dræbe)
- 2004: Kleiner Papa (Lille far)
- 2005: Se mig nu
- 2005: I soldatens fodspor
- 2005: Op med humøret
- 2006: Inden for mine øjne
- 2007: På vej til paradis
- 2007: Jeg mener – Jeg ser
- 2007: Ekelöfs blick – En nordisk diktarresa
- 2007: Mod målet – VM for hjemløse (TV)
- 2008: Anleitung zur Katastrophe (Katastrofin aineksia)
- 2008: Burma VJ – Berichte aus einem verschlossenen Land (Burma VJ: Reporter i et lukket land)
- 2009: Bananas!* (als Ko-Produzent)
- 2011: Into Eternity – Wohin mit dem Atommüll? (Pangpangbröder)
- 2015: The Visit – Eine außerirdische Begegnung (The Visit)
- 2024: Afterwar